# Llei de Boyle

Animació mostrant la relació entre pressió i volum quan la quantitat i la temperatura és constant.

La llei de Boyle (o llei de Boyle-Mariotte o llei de Mariotte) anuncia que:

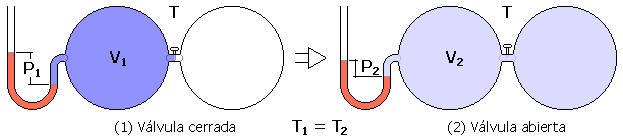
Representació gràfica de l'experiment. Inicialment, a l'esquerra, hi ha un gas contingut en un volum i a pressió. Si s'obri la vàlvula el volum es duplica i passa a ser, disminuint la pressió fins a.

En una evolució isotèrmica, el producte del volum ocupat per una massa de gas ideal per la pressió a la qual és sotmès es manté constant.
Matemàticament, anomenant {\displaystyle P} a la pressió del gas i {\displaystyle V} al seu volum, hom pot expressar-la com:
on {\displaystyle k\,} seria constant si la temperatura {\displaystyle T} i la massa {\displaystyle m} del gas romanen constants. Si augmenta la pressió, el volum disminueix, i si la pressió disminueix, el volum augmenta. Així, no és necessari conèixer el valor exacte de la constant {\displaystyle k\,} en utilitzar la llei. És per això que s'acostuma a enunciar:

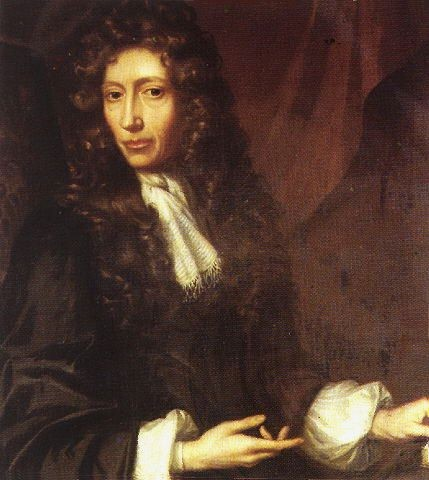
Robert Boyle.

La llei de Boyle, rep el seu nom del naturista irlandès Robert Boyle (1627-1691) que la descobrí el 1662. El físic francès Edme Mariotte (1620-1684) la descobrí de manera independent el 1676 i, per tant, també s'anomena llei de Boyle-Mariotte o llei de Mariotte. Combinant-la juntament amb la llei de Charles i Gay-Lussac i amb la d'Avogadro es pot obtenir la llei dels gasos ideals. Amb aquesta llei es veu que la constant de la llei de Boyle-Mariotte {\displaystyle k} és proporcional al nombre de mols dels gas {\displaystyle n} i a la temperatura {\displaystyle T}, i la constant de proporcionalitat és la constant dels gasos {\displaystyle R}:
{\displaystyle P\cdot V=n\cdot R\cdot T=k}
Els gasos reals s'ajusten a la llei de Boyle-Mariotte a pressions prou baixes, si bé el producte {\displaystyle P\cdot V} generalment minva lleugerament a pressions més elevades, moment en què el gas comença a desviar-se del comportament ideal.
En l'experiment per verificar la llei de Boyle, la temperatura s'ha de mantenir constant (variable de control).

## Teoria cinètica molecular
En un treball publicat el 1847, el científic anglès James Prescott Joule (1818-1889) proposà que la teoria de la calor com a moviment, juntament amb la hipòtesi corpuscular sobre l'estructura de la matèria, permet qualitativament donar compte d'una gran quantitat de fenòmens físics. Mostrà en particular com l'anomenada calor "sensible" pot ser descrita en termes d'energia cinètica de les molècules de tal manera que l'escalfament equival a un augment en l'energia cinètica de les partícules, en tant que la calor "latent" és una forma d'energia potencial: en cedir calor per provocar la fusió, aquest es transfereix al cos com a energia temperatura. En termes quantitatius, aconseguí mostrar que el model prediu la llei de Boyle-Mariotte i dona un significat en termes mecànics al concepte «temperatura».
Els principis bàsics de la teoria cinètica molecular, en què només s'utilitzaran conceptes mecànics (massa, velocitat, força, partícules, pressió i lleis de moviment), són els següents:

Model de gas ideal emprat en la teoria cinètica molecular.

1. Model de gas ideal emprat en la teoria cinètica molecular.Un gas està compost per partícules dures, impenetrables, sense estructura interna, en moviment caòtic permanent i molt petites en comparació amb les distàncies mútues. La interacció dominant és del tipus de col·lisions de boles de billar, essent menyspreables en primera aproximació les forces de llarg abast com l'elèctrica. En vista del caràcter caòtic dels moviments i dels xocs permanents, és factible assumir que, de mitjana, el nombre de partícules en moviment en una direcció és el mateix que en qualsevol altra: el comportament del gas –pel que fa al seu moviment– és isotròpic. Aquesta primera hipòtesi descriu perfectament la compressibilitat dels gasos i l'expansibilitat.
2. La pressió exercida pel gas sobre les parets del recipient es pot entendre com a causa dels continus xocs de les partícules. Aquesta interpretació anticipa la connexió entre pressió i energia cinètica de les partícules: quan el volum disminueix per compressió, el nombre de xocs de les partícules entre ells i amb les parets augmenta i ocasiona l'augment de pressió (com s'observa amb la llei de Boyle-Mariotte). Aquesta idea i l'anterior foren suggerides el 1738 pel matemàtic suís Daniel Bernoulli (1700-1782) al seu tractat d'hidrodinàmica.
3. Les col·lisions han de ser elàstiques, ja que només d'aquesta manera s'explica que la pressió i energia (o temperatura) del gas no canviïn amb el temps per a un sistema aïllat: cap quantitat d'energia cinètica es pot convertir en altres formes durant els xocs en forma irreversible: durant els xocs i per breu temps; l'energia cinètica s'“emmagatzema” amb forma d'energia potencial, de nou i per complet en energia cinètica.[7]

La teoria cinètica molecular desenvolupada amb aquests principis indica que un gas conformat per N partícules iguals de massa m, experimenta xocs mutus entre les partícules i amb les parets i arriba a la relació que indica que el producte de la pressió pel volum és proporcional a la velocitat quadràtica mitjana {\displaystyle \left\langle v^{2}\right\rangle }:
{\displaystyle P\cdot V={\tfrac {1}{3}}N\cdot m\left\langle v^{2}\right\rangle }
Aquesta expressió es pot posar en funció de l'energia cinètica mitjana {\textstyle E_{c}={\tfrac {1}{2}}mv^{2}} i de l'energia total {\displaystyle E}, que és constant, per tant demostrant que el producte de pressió i volum es manté constant com indica la llei de Boyle-Mariotte:
{\displaystyle P\cdot V={\tfrac {1}{3}}N\cdot m\left\langle {\tfrac {1}{2}}mv^{2}\right\rangle {\tfrac {2}{m}}={\tfrac {2}{3}}N\left\langle E_{c}\right\rangle ={\tfrac {2}{3}}E}

## Aplicacions

### Respiració pulmonar

Simulació de la inhalació i l'exhalació d'aire pels pulmons.

El procés de respiració dels mamífers, la respiració pulmonar, és un exemple perfecte de la llei de Boyle-Mariotte. Hi ha dues etapes:
- Inhalació: Quan hom inhala, el diafragma toràcic es contrau i la caixa toràcica s'expandeix. Això augmenta el volum dels pulmons, la qual cosa, segons la llei de Boyle-Mariotte, disminueix la pressió de l'aire dins d'ells. Com que la pressió interna és ara menor que la pressió atmosfèrica exterior, l'aire flueix cap a dins dels pulmons.[8][9]
- Exhalació: En exhalar, el diafragma es relaxa i la caixa toràcica es contrau, reduint el volum dels pulmons. Això augmenta la pressió de l'aire a l'interior, fent-la superior a la pressió atmosfèrica i forçant l'aire a sortir.[8][9]

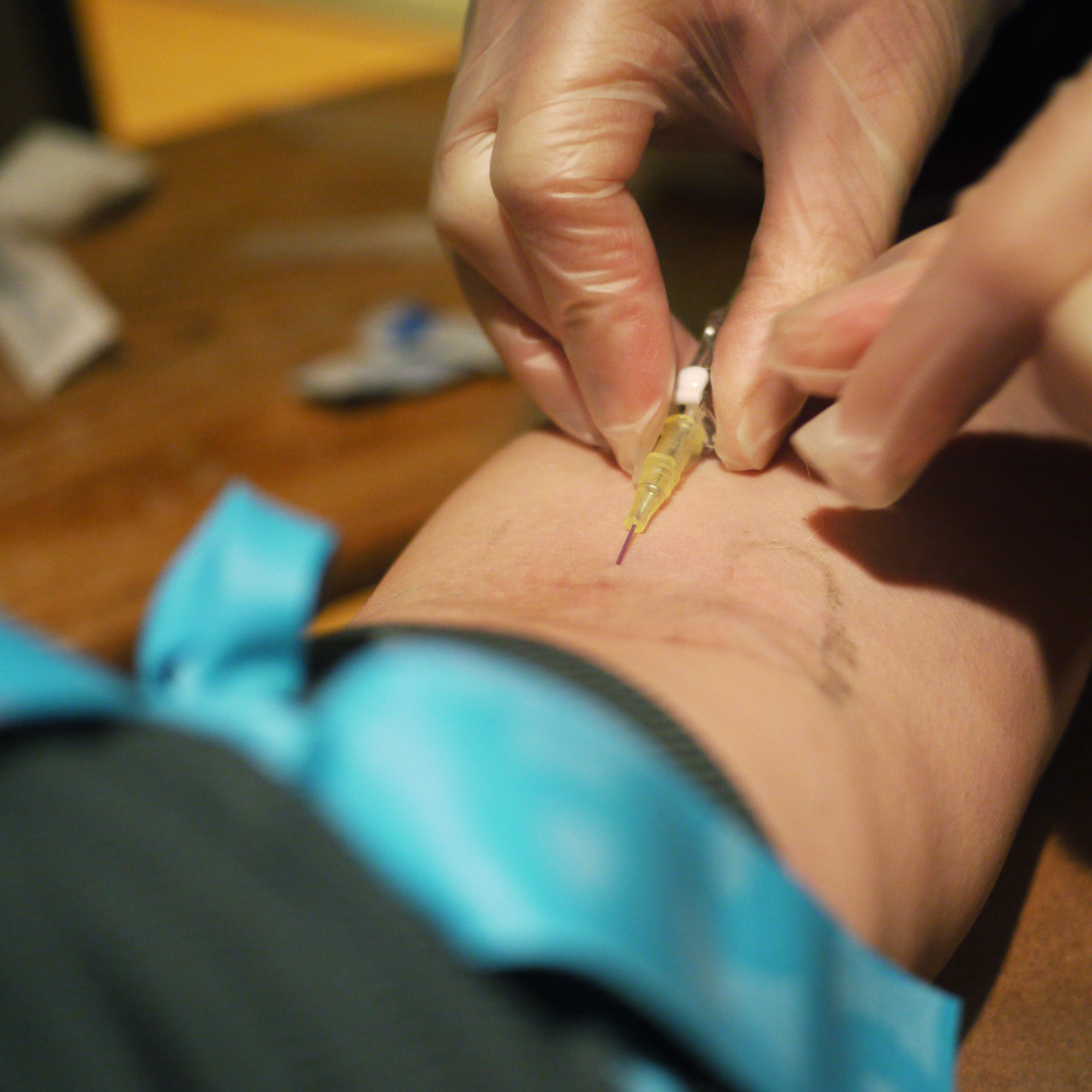
Extracció de sang amb una xeringa.

### Manxes i xeringues
En empènyer l'èmbol de la manxa alhora d'inflar un pneumàtic d'una bicicleta o d'un cotxe, es redueix el volum de l'aire que hi ha a dins. Aquesta disminució de volum provoca un augment de la pressió, que fa que l'aire es mogui des de la manxa (alta pressió) cap a l'interior del pneumàtic (baixa pressió) fins que les pressions s'igualen o es continua bombant.
Les xeringues, per exemple a l'hora d'extreure sang d'una vena, empren el mateix fenomen. En estirar l'èmbol s'augmenta el volum del cilindre i l'aire disminueix la pressió per sota la pressió de la sang. D'aquesta manera la sang entra dins de la xeringa.

### Les llaunes de refresc
L'efervescència de les begudes carbonatades es deu al diòxid de carboni dissolt a alta pressió. Quan s'obri una llauna o una ampolla, el volum disponible per al gas augmenta sobtadament. D'acord amb la llei de Boyle-Mariotte, aquest augment de volum causa una disminució dràstica de la pressió del gas. Com a resultat, el diòxid de carboni ja no pot romandre dissolt en el líquid i s'escapa en forma de bombolles.

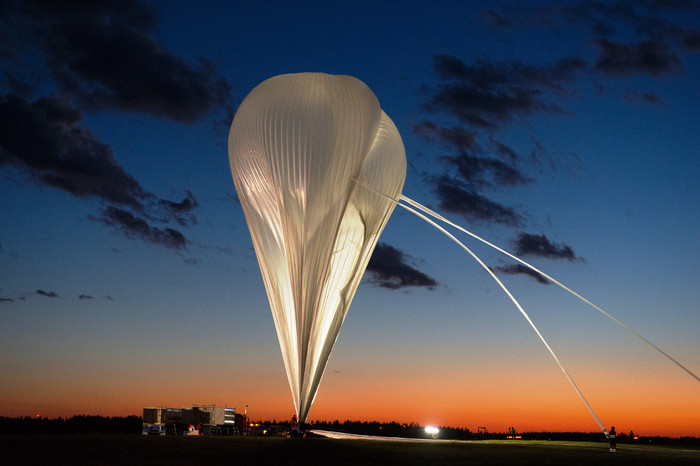
Llançament d'un globus estratosfèric.

### Globus estratosfèrics
El globus de gas estratosfèrics són globus que s'enlairen fins a l'estratosfera per a dur a terme diferents programes de recerca. En el moment del llançament estan poc inflats amb un gas menys dens que l'aire (hidrogen o heli) i la pressió a l'interior és igual a la pressió atmosfèrica exterior. A mesura que ascendeixen, el volum augmenta d'acord amb la llei de Boyle-Mariotte perquè la pressió atmosfèrica disminueix amb l'altura i s'inflen completament. L'estratosfera se situa a partir del 20 000 m i, malgrat que la temperatura disminueix la qual cosa fa que el globus es desinfli, és més important l'efecte de la disminució de la pressió. Llançar-los ben inflats provocaria que explotassin abans d'arribar al seu destí.

### Immersions

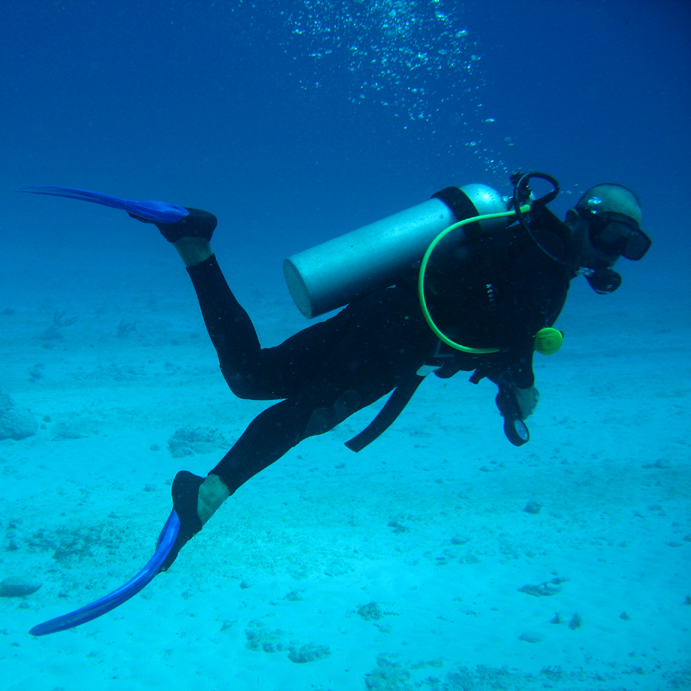
Submarinista.

Quan un submarinista se submergeix la pressió augmenta per l'increment de la pressió hidroestàtica, la qual cosa fa que el volum dels seus pulmons disminueixi per la llei de Boyle-Mariotte. A cada aspiració entra menys oxigen als pulmons i dificulta la respiració. Així, en una immersió amb respiració, el volum de gas als pulmons és inversament proporcional a la profunditat aconseguida. A 10 m de profunditat la pressió és de 2 atm i el volum pulmonar es redueix a la meitat; a 20 m ja és de 3 atm i el volum pulmonar és un terç del volum pulmonar original. A mesura que es comprimeixen els gasos, la seva densitat augmenta.
La llei de Boyle-Mariotte dilucida l'ús de sèrum fisiològic en el maneguet d'un tub endotraqueal durant la teràpia hiperbàrica, amb el propòsit d'evitar una fuita aèria a causa de la reducció de volum en augmentar la pressió. En ascendir des de la profunditat, si un bussejador conté la respiració, els gasos presents als seus pulmons s'expansionaran i podran causar barotraumatisme, embòlia gasosa arterial, emfisema mediastínic o, fins i tot, un pneumotòrax.

A l'etapa 2 d'un motor Otto-Langen (de benzina) es produeix una compressió del gas a temperatura constant seguint la llei de Boyle-Mariotte.

### Ascensions
La llei de Boyle-Mariotte elucida certs efectes de l'altitud sobre les cavitats corporals humanes que contenen gas durant un vol. A tall d'exemple, a mesura que s'incrementa l'altitud, el gas contingut a l'orella mitjana, als sinus paranasals i al sistema gastrointestinal s'expansionarà, la qual cosa pot ocasionar, de vegades, conseqüències doloroses.
També e spot emprar la llei de Boyle-Mariotte per a calcular el volum gasós intratoràcic total mitjançant la pletismografia corporal. A mesura que l'altitud s'incrementa, la pressió ambiental disminueix i, en conseqüència, en virtut de la llei de Boyle-Mariotte, es produeix una expansió volumètrica en els espais confinats. Aquest efecte es pot palesar mitjançant l'observació de l'expansió d'una bossa segellada de patates fregides durant l'ascens d'un vol comercial. En un model de pneumotòrax artificial, un pneumotòrax de 40 mL experimentà un increment de volum de fins a un 16 % a 1,5 km sobre el nivell del mar, efecte que podria motivar la realització d'una toracostomia abans d'un trasllat amb helicòpter per tal de prevenir la transició cap a un pneumotòrax a tensió. S'estima que es pot esperar una expansió de fins a un 30 % per a un volum de gas confinat en el cos humà, com ara una butllofa, després d'ascendir des del nivell del mar fins a una altitud de 2,5 km.

### Motors de combustió interna
En una etapa dels motors de combustió interna (motors Otto-Langen i Diesel) el pistó comprimeix els gasos que han entrat dins del cilindre fins que es produeix la seva explosió. L'augment de la pressió l'aconsegueix el pistó reduïnt el volum a temperatura constant, per tant seguint la llei de Boyle-Mariotte.

## Història

### L'experiment original de Boyle

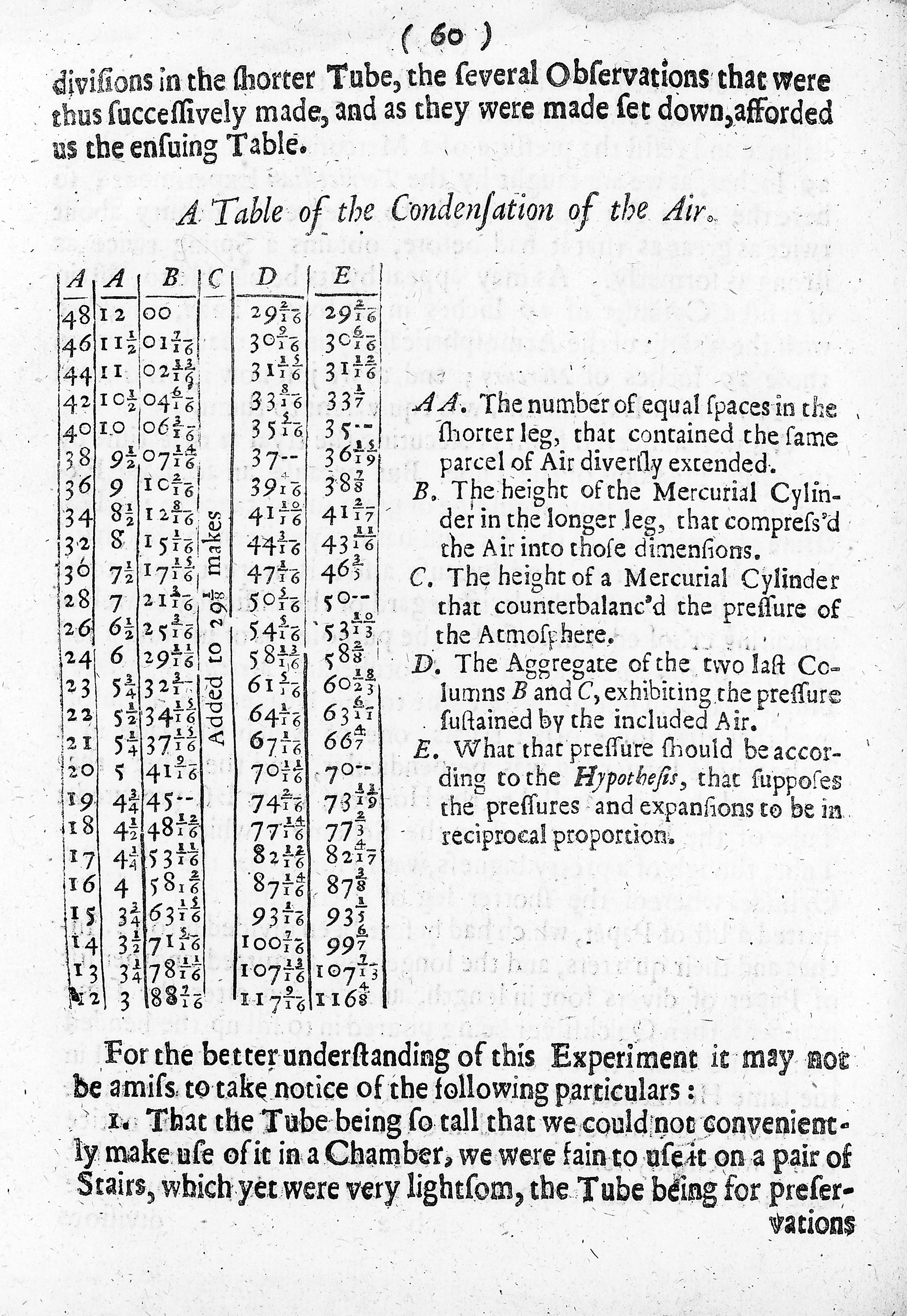
Taula original de l'article de 1662 New Experiments Physico-Mechanical, Touching the Air: Whereunto is Added A Defence of the Author's Explication of the Experiments, Against the Objections of Franciscus Linus, and, Thomas Hobbes. Les fraccions (quan es donen) de la columna E són difícils de llegir. Són les següents (de dalt a baix): ^{2}/_{16}, ^{6}/_{16}, ^{12}/_{16}, ^{1}/_{7}, ^{15}/_{19}, ^{7}/_{8}, ^{2}/_{17}, ^{11}/_{16}, ^{3}/_{5}, ^{10}/_{13}, ^{2}/_{8}, ^{18}/_{23}, ^{6}/_{11}, ^{4}/_{7}, ^{11}/_{19}, ^{2}/_{3}, ^{4}/_{17}, ^{3}/_{8}, ^{1}/_{5}, ^{6}/_{7}, ^{7}/_{13}, ^{4}/_{8}.

El 1662 Boyle consignà l'experiment realitzat en el text que acompanya la seva taula, reproduïda a la figura del costat, a la seva obra New Experiments Physico-Mechanical, Touching the Air: Whereunto is Added A Defence of the Authors Explication of the Experiments, Against the Obiections of Franciscus Linus, and, Thomas Hobbes. Amb no poques vicissituds, Boyle aconseguí un tub de vidre en forma de J, la branca més llarga del qual feia gairebé 8 peus (2,44 m) de longitud, mentre que la branca més curta mesurava un poc més de 12 polzades (30,5 cm) i restava segellada a l'extrem. Tot seguit, preparà una tira de paper estreta, en la qual marcà 12 polzades i llurs quarts, i la va col·locar en la branca més curta. Una tira de paper semblant, dividida així mateix en polzades i quarts, fou disposada en la branca més llarga. Mantenint el tub en J en posició vertical, hi abocà mercuri per la branca llarga de tal manera que una columna d'aire de 12 polzades de longitud quedà atrapada en la branca curta, i els nivells de mercuri en ambdues branques foren inicialment idèntics (així l'aire tancat estava a pressió atmosfèrica, uns 1 013 hPa). Aquesta era la situació representada per la primera fila de xifres en la figura. Subsegüentment, afegí amb cura més mercuri, a petites dosis, a la branca llarga, i observà la compressió de la columna d'aire en la branca curta. A tall d'exemple, la segona fila de la segona columna de la figura palesa que cessà d'afegir mercuri per al segon conjunt de lectures quan la longitud de la columna d'aire era d'11½ polzades. La tercera columna (B) indica que, en aquell moment, l'alçada addicional del mercuri en la branca més llarga era d'17/16 polzades. Afegí mercuri suplementari fins que la columna d'aire assolí les 11 polzades d'alçada (fila 3), instant en què l'alçada addicional del mercuri en la columna llarga era de 213/16 polzades. Malgrat que la tira de paper en la branca llarga només estava dividida en quarts de polzada, Boyle fou capaç d'interpolar i mesurar l'alçada del mercuri amb una precisió d'un quart de cada petita divisió (és a dir, 1/16 de polzada). En total, Boyle afegí mercuri en 24 ocasions, fins que la longitud de la columna d'aire es veié reduïda a 3 polzades (darrera fila, segona columna A) i l'alçada addicional del mercuri fou de 887/16 polzades (darrera fila, columna B).
Boyle afegí alguns detalls d'interès sobre la manera com dugué a terme aquest experiment. Tingué dificultats amb el trencament dels tubs de vidre a causa de les elevades pressions desenvolupades per la llarga columna de mercuri, de manera que la part inferior del tub fou col·locada dins d'una caixa de fusta quadrada. Això li permeté de recuperar el valuós mercuri. Com s'ha indicat suara, el mercuri s'abocava molt lentament perquè, tal com Boyle observà, era «molt més senzill afegir-ne més, que no pas treure'n gens, en cas que se n'hagués abocat massa de cop». El tub llarg era de tal alçada que l'experiment es realitzà en el buit d'una escala. Boyle també emprà un petit mirall darrere del tub per ajudar-se a mesurar l'alçada del mercuri amb precisió.

Tub en forma de J amb el volum V d'aire a l'esquerra i la branca a la dreta en la qual s'aboca el mercuri augmentant la pressió sobre l'aire.

A les columnes de la taula el primer que sobta actualment són les fraccions extremadament incòmodes, tals com 2/17, 10/13 i 18/23. Com arribà Boyle a uns nombres tan singulars? La resposta rau en el fet que emprà multiplicacions i divisions simples i conservà les fraccions ordinàries. Les dades recollides en aquesta taula són:
- La primera columna de la taula (encapçalada amb A) és simplement el nombre de quarts de polzada ocupats per l'aire atrapat. En altres mots, és senzillament la segona columna multiplicada per 4, i és proporcional al volum del gas (assumint una àrea de secció transversal constant del tub)
- La segona columna de la taula (també anomenada A) conté la longitud de la columna d'aire atrapada.
- La tercera columna (B) mostra l'alçada addicional del mercuri en la branca llarga (ambdues en polzades).
- En la quarta columna, encapçalada amb C, Boyle consigna «afegit a 221/8». Això és, en realitat, una errata d'impremta. El valor correcte és 291/8 polzades, que Boyle prengué com l'alçada d'una columna de mercuri suportada per la pressió atmosfèrica normal.
- La cinquena columna (encapçalada amb D) és la suma de la columna B i 291/8 polzades, amb l'excepció que totes les fraccions en la columna D s'expressen en setzens. Aquesta columna mostra la pressió a la qual el volum tancat d'aire estava sotmès.
- L'última columna (E) és la pressió calculada per al volum mostrat en la primera columna (A) d'acord amb la hipòtesi de Boyle que el volum i la pressió són inversament proporcionals. Les fraccions són de lectura difícil i es detallen en la llegenda de la figura.[21]

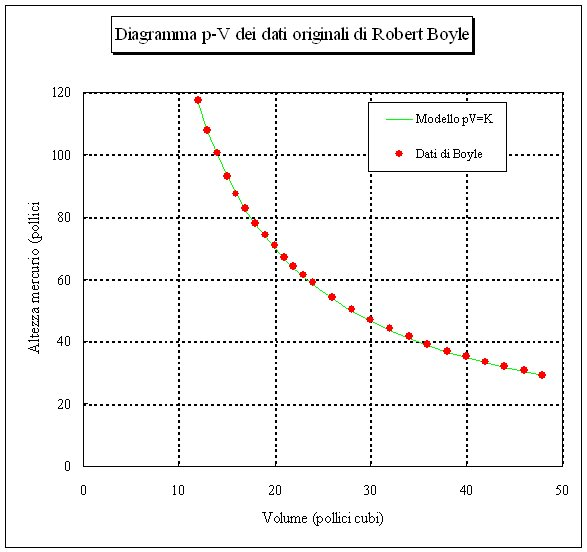
Dades observades per Boyle durant l'experiment original representades gràficament.

A tall d'exemple de com Boyle calculà les pressions en la columna E, hom pot considerar la sisena fila, on el valor en la primera columna (A) és 38. La hipòtesi és que {\textstyle P_{1}\cdot V_{1}=P_{2}\cdot V_{2}} o {\textstyle P_{2}=P_{1}\cdot {\frac {V_{1}}{V_{2}}}}, on {\displaystyle P} és la pressió i {\displaystyle V} és el volum. La primera fila mostra que {\displaystyle P_{1}} és 292/16 mentre que {\displaystyle V_{1}} és 48. Atès que {\displaystyle V_{2}} és 38, l'expressió és {\textstyle {\frac {29{\frac {2}{16}}\cdot 48}{38}}}, la qual cosa dona {\textstyle P_{2}=36{\frac {15}{19}}} polzades de mercuri.
Finalment, Boyle convida el lector a comparar la pressió mesurada a la columna D amb la pressió calculada a la columna E. La concordança entre les dues és propera en un ampli rang de pressions, des de 291/8 fins a 1179/16 polzades de mercuri, cosa que correspon a un rang de volums de 48 a 12 (és a dir, un factor de 4).

Una altra característica sorprenent per al lector modern sobre el tractament de Boyle de les seves dades és per què no va representar els resultats en un gràfic. Un problema amb la taula que es mostra a la figura és que el lector ha d'inspeccionar cada fila de columnes D i E per tenir una idea de quant difereixen les pressions observades de les pressions calculades a partir de la hipòtesi. A més, hom ha de comparar les diferències de les files superiors amb les files inferiors per veure si les diferències depenen de la magnitud de la pressió o del volum. Finalment, hom ha de revisar la taula per assegurar-se que tot el rang de pressions/volums estigui cobert de manera més o menys uniforme.

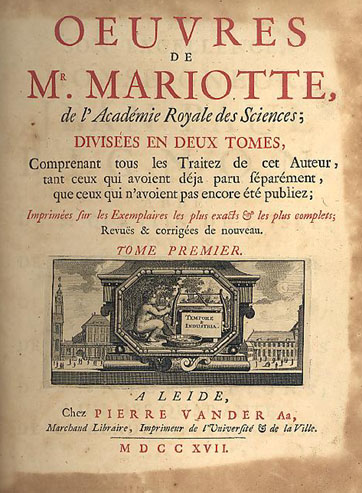
Portada de les obres completes de Mariotte publicades el 1717.

Així mateix, la raó per la qual Boyle no va representar les seves dades d'aquesta manera rau en el fet que, l'any 1662, l'ús de gràfics per a visualitzar dades no era una pràctica generalitzada. A tall d'exemple, a La Géométrie, obra que René Descartes (1596–1660) va redactar com a apèndix del seu tractat principal de 1637, s'observa una escassa utilització de sistemes de coordenades ortogonals per a la representació gràfica. De fet, diversos mètodes gràfics per a la presentació de dades que hom empra en l'actualitat, com ara els diagrames de sectors, no foren introduïts fins al segle xix.
D'igual manera, l'explicació de per què Boyle no va emprar la notació decimal rau en el fet que aquesta no era d'ús generalitzat l'any 1662. Es poden trobar algunes notacions amb una certa semblança als decimals moderns a l'antiga Xina i a l'Aràbia medieval. Sovint s'atribueix a Simon Stevin (1548–1620) el primer ús dels decimals tal com els coneixem avui dia, i aquests foren introduïts a Anglaterra aproximadament l'any 1608. El llibre de John Napier (1550-1617) sobre logaritmes ja utilitzava decimals en la notació moderna. No obstant això, no fou fins al segle xviii que la notació decimal es va estandarditzar i, per consegüent, no és sorprenent que Boyle no fes ús dels decimals.

### L'experiment de Mariotte
L'abat francès Edme Mariotte publicà l'Essai sur la nature de l'air el 1676 on presentava la llei de compressibilitat dels gasos que havia obtingut a partir d'una experiència semblant a la realitzada per Boyle amb un tub amb J i emprant mercuri per tancar un volum d'aire i variar-ne la pressió.